# Morti il 12 agosto

## I secolo a.C.(1)
- 30 a.C. - Cleopatra, regina egizia

## III secolo(1)
- 269 - San Gratiliano, romano

## IV secolo(2)
- 304 - Sant'Euplio, santo romano
- 313 - Felicissima di Todi, romana

## VI secolo(1)
- 590 - Muredach, vescovo irlandese

## IX secolo(1)
- 875 - Ludovico II il Giovane, sovrano franco (n. 825)

## XI secolo(2)
- 1041 - Urraca Garcés di Navarra, principessa
- 1077 - Sigeardo di Beilstein, patriarca cattolico tedesco

## XII secolo(4)
- 1106 - Teodorico III di Katlenburg, nobile tedesco
- 1156 - Bianca Garcés di Navarra (n. 1137)
- 1158 - Anselmo da Havelberg, arcivescovo cattolico tedesco (n. 1099)
- 1183 - Margherita di Navarra e di Sicilia, principessa

## XIII secolo(3)
- 1204 - Bertoldo IV d'Andechs, nobile tedesco
- 1222 - Vladislao III Enrico di Boemia, nobile (n. 1160)
- 1295 - Carlo Martello d'Angiò, sovrano (n. 1271)

## XIV secolo(6)
- 1315 - Guy de Beauchamp, X conte di Warwick, nobile britannico
- 1319 - Rodolfo I di Baviera, duca (n. 1274)
- 1342 - Guido I di Blois-Châtillon, nobile
- 1399 - Andrej di Polack, nobile lituano (n. 1325)
- 1399 - Demetrio I Staršij, nobile lituano
- 1399 - Spytek II di Melsztyn, nobile polacco

## XV secolo(11)
- 1402 - Carlo di Navarra, principe spagnolo (n. 1397)
- 1402 - Elisa d'Este, nobile italiana (n. 1337)
- 1405 - Ursillo d'Afflitto, vescovo cattolico italiano
- 1410 - Vladimiro il Temerario, principe russo (n. 1353)
- 1424 - Yongle, imperatore cinese (n. 1360)
- 1426 - Perino da Tortona, nobile e condottiero italiano
- 1445 - Bartolomeo Zabarella, arcivescovo cattolico italiano (n. 1399)
- 1469 - Richard Woodville, nobile britannico (n. 1405)
- 1469 - John Woodville, nobile inglese (n. 1444)
- 1480 - Giovanni Antonio Delli Falconi, condottiero italiano
- 1484 - Papa Sisto IV, papa, vescovo cattolico e cardinale italiano (n. 1414)

## XVI secolo(8)
- 1503 - Anna Jagellona, principessa polacca (n. 1476)
- 1557 - Celso Martinengo, umanista e teologo italiano (n. 1515)
- 1560 - Diomede Carafa, cardinale e vescovo cattolico italiano (n. 1492)
- 1577 - Thomas Smith, diplomatico e politico inglese (n. 1513)
- 1579 - Domenico Bollani, politico e vescovo cattolico italiano (n. 1514)
- 1580 - Luca Longhi, pittore italiano (n. 1507)
- 1588 - Alfonso Ferrabosco l'Anziano, compositore italiano (n. 1543)
- 1589 - Hōjō Genan, militare giapponese (n. 1493)

## XVII secolo(24)
- 1604 - Giovanni I del Palatinato-Zweibrücken, nobile (n. 1550)
- 1606 - Ascanio II della Corgna, nobile e politico italiano (n. 1571)
- 1611 - Herman van den Bergh, militare olandese (n. 1558)
- 1612 - Giovanni Gabrieli, compositore e organista italiano (n. 1557)
- 1614 - Giovanni Fontana, architetto e ingegnere svizzero (n. 1540)
- 1622 - Giovanni Antonio Bovio, vescovo cattolico e teologo italiano (n. 1560)
- 1623 - Stefano Pignatelli, cardinale italiano (n. 1578)
- 1623 - Antonio Priuli, doge (n. 1548)
- 1633 - Ulrico di Danimarca, principe danese (n. 1611)
- 1638 - Johannes Althusius, giurista, filosofo e teologo tedesco
- 1638 - Baltasar de Marradas, militare e politico spagnolo (n. 1560)
- 1647 - Matthew Hopkins, avvocato inglese (n. 1620)
- 1654 - Cornelius Haga, diplomatico olandese (n. 1578)
- 1667 - Cornelis van Poelenburch, pittore olandese
- 1669 - Luigi di Borbone-Vendôme, cardinale francese (n. 1612)
- 1674 - Philippe de Champaigne, pittore francese (n. 1602)
- 1674 - Lasse Lucidor, poeta svedese (n. 1638)
- 1676 - Metacomet, nativo americano
- 1679 - Marie de Rohan-Montbazon, nobildonna francese (n. 1600)
- 1680 - Henri Cauchon de Maupas, vescovo cattolico francese (n. 1606)
- 1684 - Nicola Amati, liutaio italiano (n. 1596)
- 1686 - Jean-Baptiste Cotelier, teologo francese (n. 1626)
- 1689 - Papa Innocenzo XI, papa, vescovo cattolico e cardinale italiano (n. 1611)
- 1695 - Paolo Minucci, letterato e poeta italiano (n. 1606)

## XVIII secolo(20)
- 1702 - Pier Marino Sormani, vescovo cattolico italiano (n. 1632)
- 1708 - Angelo Legrenzi, medico e scrittore italiano (n. 1643)
- 1710 - Giuseppe Gaetani d'Aragona, patriarca cattolico, diplomatico e nobile italiano (n. 1643)
- 1722 - Giovanni II Corner, doge (n. 1647)
- 1726 - Antonio Palomino, pittore, storico dell'arte e biografo spagnolo (n. 1655)
- 1730 - Benedetta Enrichetta del Palatinato, duchessa francese (n. 1652)
- 1750 - Rachel Ruysch, pittrice olandese (n. 1664)
- 1752 - Antonio Corradini, scultore italiano (n. 1688)
- 1755 - Giovanni Biavi, scrittore, poeta e storico italiano (n. 1684)
- 1760 - Nicolaus Ephraim Bach, organista e compositore tedesco (n. 1690)
- 1760 - Annibale Pio Fabri, tenore e compositore italiano (n. 1697)
- 1762 - Pierre Maillard, presbitero, linguista e patriota francese (n. 1710)
- 1763 - Olof von Dalin, poeta e storico svedese (n. 1708)
- 1776 - Benedetto Veterani, cardinale italiano (n. 1703)
- 1777 - Filippo Manfredi, compositore e violinista italiano (n. 1731)
- 1778 - Peregrine Bertie, III duca di Ancaster e Kesteven, nobile e militare britannico (n. 1714)
- 1782 - Stanisław Lubomirski, politico e nobile polacco (n. 1722)
- 1791 - Isabella Young, mezzosoprano e organista britannica
- 1794 - Michał Jerzy Poniatowski, nobile e arcivescovo cattolico polacco (n. 1736)
- 1797 - Carlo Tenivelli, storico e poeta italiano (n. 1754)

## XIX secolo(61)
- 1801 - Francesco Saverio Giaj, compositore italiano (n. 1729)
- 1802 - Giacinto Sigismondo Gerdil, cardinale e vescovo cattolico italiano (n. 1718)
- 1802 - Louis le Bègue du Presle Duportail, politico, generale e nobile francese (n. 1743)
- 1803 - Ignazio Busca, cardinale e nobiluomo italiano (n. 1731)
- 1807 - Bernardino Honorati, cardinale e arcivescovo cattolico italiano (n. 1724)
- 1807 - Kiril Živković, vescovo ortodosso e scrittore bulgaro (n. 1730)
- 1809 - Michail Fedotovič Kamenskij, generale russo (n. 1738)
- 1810 - Domenico Forges Davanzati, politico e religioso italiano (n. 1742)
- 1811 - John Acton, politico e militare britannico (n. 1736)
- 1811 - Ignazio Laugier, avvocato e politico italiano (n. 1768)
- 1813 - Samuel Osgood, politico statunitense (n. 1748)
- 1815 - Aubrey Beauclerk, VI duca di St. Albans, politico britannico (n. 1765)
- 1816 - Mary Katherine Goddard, editrice statunitense (n. 1738)
- 1818 - Nikolaj Ivanovič Novikov, giornalista, letterato e esoterista russo (n. 1744)
- 1820 - Manuel Lisa, esploratore spagnolo (n. 1772)
- 1821 - Aleksandr Michajlovič Golicyn, politico russo (n. 1772)
- 1821 - Pietro Zani, scrittore, poeta e critico d'arte italiano (n. 1748)
- 1822 - Robert Stewart, II marchese di Londonderry, politico britannico (n. 1769)
- 1823 - Josefa de los Dolores Peña y Lillo Barbosa, religiosa e scrittrice cilena (n. 1739)
- 1824 - Francesco Foggi, giurista e avvocato italiano (n. 1748)
- 1824 - Charles Nerinckx, prete e missionario belga (n. 1761)
- 1827 - William Blake, poeta, pittore e incisore britannico (n. 1757)
- 1829 - Charles Sapinaud, generale francese (n. 1760)
- 1831 - Franjo Tomašić, militare austriaco (n. 1761)
- 1832 - Giovanni Battista Zannoni, presbitero, letterato e archeologo italiano (n. 1774)
- 1834 - Alessandro Grazioli, compositore e organista italiano (n. 1780)
- 1837 - Giuseppe Craffonara, pittore italiano (n. 1790)
- 1842 - Damiano Damiani, religioso e organaro italiano (n. 1763)
- 1843 - Jean-Pierre Cortot, scultore francese (n. 1787)
- 1848 - George Stephenson, ingegnere britannico (n. 1781)
- 1849 - Albert Gallatin, politico e diplomatico statunitense (n. 1761)
- 1851 - Joaquín de Agüero, rivoluzionario cubano (n. 1816)
- 1854 - Robert Jocelyn, visconte Jocelyn, politico e ufficiale irlandese (n. 1816)
- 1855 - Michele Giannelli, medico e politico italiano
- 1856 - Giovanni Soglia Ceroni, cardinale italiano (n. 1779)
- 1861 - Eliphalet Remington, imprenditore statunitense (n. 1793)
- 1864 - Sakuma Shōzan, politico giapponese (n. 1811)
- 1865 - William Jackson Hooker, botanico britannico (n. 1785)
- 1868 - Pietro Capei, giurista italiano (n. 1796)
- 1870 - Elena Pavlovna Dolgorukaja, nobile russa (n. 1789)
- 1873 - Domenico Monti, funzionario e politico italiano (n. 1816)
- 1873 - Christoph Friedrich von Stälin, bibliotecario e storico tedesco (n. 1805)
- 1878 - Jack Swilling, esploratore e imprenditore statunitense (n. 1830)
- 1881 - Fedele da Fanna, storico, teologo e presbitero italiano (n. 1838)
- 1883 - Pietro Sacconi, mercante e esploratore italiano (n. 1840)
- 1884 - Andrea Casasola, arcivescovo cattolico italiano (n. 1806)
- 1884 - Arnold Förster, entomologo e insegnante tedesco (n. 1810)
- 1885 - Georg Curtius, glottologo e filologo tedesco (n. 1820)
- 1885 - Helen Hunt Jackson, poetessa e scrittrice statunitense (n. 1830)
- 1885 - Nicola de Luca, prefetto e politico italiano (n. 1811)
- 1886 - Adelina Spech Salvi, cantante lirica italiana (n. 1811)
- 1887 - Otto Leberecht Lesser, astronomo tedesco (n. 1830)
- 1888 - Pietro Bubani, botanico, medico e patriota italiano (n. 1806)
- 1891 - Marco Antonio Canini, filologo, scrittore e patriota italiano (n. 1822)
- 1891 - James Russell Lowell, poeta, critico letterario e diplomatico statunitense (n. 1819)
- 1894 - Varvara Nikolaevna Batjuškova, rivoluzionaria russa (n. 1852)
- 1896 - Victor Pulliat, agronomo francese (n. 1827)
- 1897 - Enrico Morozzo Della Rocca, nobile, generale e politico italiano (n. 1807)
- 1898 - Jean-Baptiste Bréhéret, missionario francese (n. 1815)
- 1900 - James Edward Keeler, astronomo statunitense (n. 1857)
- 1900 - Wilhelm Steinitz, scacchista austriaco (n. 1836)

## XX secolo(247)
- 1901 - Adolf Erik Nordenskiöld, esploratore svedese (n. 1832)
- 1901 - Leopoldo Puccioni, magistrato e politico italiano (n. 1825)
- 1904 - Kawamura Sumiyoshi, ammiraglio giapponese (n. 1836)
- 1904 - Robustiano Morosoli, avvocato e politico italiano (n. 1815)
- 1904 - William Renshaw, tennista britannico (n. 1861)
- 1907 - Jean Boussod, giocatore di polo francese (n. 1860)
- 1910 - Ayn-al-Hayat Rifaat, nobile egiziana (n. 1858)
- 1911 - Jozef Israëls, pittore olandese (n. 1824)
- 1911 - Raimund von Stillfried, fotografo austriaco (n. 1839)
- 1913 - Arvid Aae, pittore svedese (n. 1877)
- 1913 - Aimé Morot, pittore e scultore francese (n. 1850)
- 1913 - Lorenzo Tiepolo, avvocato e politico italiano (n. 1845)
- 1915 - William Moloney, velocista statunitense (n. 1876)
- 1915 - Edward Williams, canottiere britannico (n. 1888)
- 1916 - Nicola Tancredi Cartella, generale italiano (n. 1861)
- 1917 - Eduard Buchner, chimico tedesco (n. 1860)
- 1917 - Pavel Gerdt, ballerino russo (n. 1844)
- 1918 - Anna Held, attrice e cantante polacca (n. 1872)
- 1919 - Ernest Gimson, architetto, decoratore e designer britannico (n. 1864)
- 1919 - Antonio Tami, magistrato, funzionario e politico italiano (n. 1846)
- 1920 - Antonio Santarelli, archeologo italiano (n. 1832)
- 1920 - German Ottovič Struve, astronomo russo (n. 1854)
- 1920 - Walter Winans, tiratore a segno e scultore statunitense (n. 1852)
- 1921 - Pëtr Boborykin, scrittore, drammaturgo e giornalista russo (n. 1836)
- 1921 - Rosalind Howard, nobildonna e attivista inglese (n. 1845)
- 1922 - Arthur Griffith, patriota e politico irlandese (n. 1872)
- 1922 - Luigi Alessandro Michelangeli, filologo classico, traduttore e grecista italiano (n. 1845)
- 1922 - Annibale Montalti, medico italiano (n. 1857)
- 1922 - Filippo Sargiacomo, architetto italiano (n. 1830)
- 1923 - Antoni Jurasz, medico polacco (n. 1847)
- 1924 - Sándor Bródy, scrittore e giornalista ungherese (n. 1863)
- 1925 - Maurizio Capuano, imprenditore italiano (n. 1865)
- 1925 - Léon Gustave Dehon, presbitero francese (n. 1843)
- 1927 - Pino Prati, alpinista italiano (n. 1902)
- 1927 - Carl Pulfrich, fisico e ottico tedesco (n. 1858)
- 1928 - Leoš Janáček, compositore, musicologo e teorico della musica ceco (n. 1854)
- 1930 - Horace Smith-Dorrien, generale britannico (n. 1858)
- 1930 - Pascual Somma, calciatore uruguaiano (n. 1891)
- 1930 - William Waldegrave, IX conte Waldegrave, nobile e politico inglese (n. 1851)
- 1933 - Alexandru Philippide, linguista rumeno (n. 1859)
- 1934 - Hendrik Petrus Berlage, architetto olandese (n. 1856)
- 1934 - Augustus Thomas, commediografo, sceneggiatore e giornalista statunitense (n. 1857)
- 1935 - Gareth Jones, giornalista gallese (n. 1905)
- 1935 - Tetsuzan Nagata, generale giapponese (n. 1884)
- 1935 - Léonce Perret, attore, regista e produttore cinematografico francese (n. 1880)
- 1935 - Friedrich Schottky, matematico tedesco (n. 1851)
- 1936 - Manuel Basulto y Jiménez, vescovo cattolico spagnolo (n. 1869)
- 1936 - Sebastiano Calvo Martínez, presbitero spagnolo (n. 1903)
- 1936 - Gregorio Chirivás Lacambra, religioso spagnolo (n. 1880)
- 1936 - Venceslao Clarís Vilaregut, religioso spagnolo (n. 1907)
- 1936 - Pietro Cunill Padrós, presbitero spagnolo (n. 1903)
- 1936 - Manuel Borras y Ferré, vescovo cattolico spagnolo (n. 1880)
- 1936 - Giuseppe Pavón Bueno, presbitero spagnolo (n. 1909)
- 1936 - Nicasio Sierra Ucar, presbitero spagnolo (n. 1890)
- 1937 - Pier Giulio Breschi, giornalista, compositore e incisore italiano (n. 1874)
- 1937 - Edgecomb Lee Jones, golfista statunitense (n. 1874)
- 1937 - Bakr Sidqi, generale iracheno (n. 1890)
- 1938 - Ludwig Borchardt, archeologo tedesco (n. 1863)
- 1938 - Paul Du Bois, scultore e medaglista belga (n. 1859)
- 1939 - Giordano Aldrighetti, pilota motociclistico e pilota automobilistico italiano (n. 1905)
- 1939 - Eulalio Gutiérrez, politico e generale messicano (n. 1881)
- 1940 - Roberto Biscaretti di Ruffia, imprenditore e politico italiano (n. 1845)
- 1940 - Renato Coletta, militare italiano (n. 1914)
- 1940 - Nikolai Triik, pittore e grafico estone (n. 1884)
- 1941 - Freeman Freeman-Thomas, I marchese di Willingdon, politico e diplomatico britannico (n. 1866)
- 1942 - Pasquale Amato, baritono italiano (n. 1878)
- 1942 - Gustaf Carlson, calciatore svedese (n. 1894)
- 1942 - Phillips Holmes, attore statunitense (n. 1907)
- 1942 - Sabina Nikolaevna Špil'rejn, psicoanalista russa (n. 1885)
- 1942 - Paul Stendel, ginnasta e multiplista statunitense (n. 1879)
- 1942 - Rudolf Hasse, pilota automobilistico tedesco (n. 1906)
- 1943 - Vittorio Cannaviello, aviatore e militare italiano (n. 1906)
- 1943 - Josef Cumpe, compositore di scacchi boemo (n. 1868)
- 1943 - Vittorio Sella, alpinista e fotografo italiano (n. 1859)
- 1944 - Miguel Asín Palacios, storico, arabista e religioso spagnolo (n. 1871)
- 1944 - Giovanni Battista Berghinz, ufficiale e partigiano italiano (n. 1918)
- 1944 - Genny Bibolotti Marsili, italiana (n. 1914)
- 1944 - Luc Dietrich, scrittore, poeta e fotografo francese (n. 1913)
- 1944 - Joseph Patrick Kennedy Jr., aviatore statunitense (n. 1915)
- 1944 - Alberto La Rocca, carabiniere italiano (n. 1924)
- 1944 - Vittorio Marandola, carabiniere italiano (n. 1922)
- 1944 - Adolfo Naldi, generale italiano (n. 1886)
- 1944 - Jacques Pellegrin, zoologo francese (n. 1873)
- 1944 - Fulvio Sbarretti, carabiniere italiano (n. 1922)
- 1944 - Suzanne Spaak, partigiana belga (n. 1905)
- 1944 - Emanuele Toso, presbitero e partigiano italiano (n. 1890)
- 1944 - Bruno Viola, militare e partigiano italiano (n. 1924)
- 1945 - George Arundale, teosofo inglese (n. 1878)
- 1945 - René Boulanger, ginnasta francese (n. 1895)
- 1945 - Karl Leisner, presbitero tedesco (n. 1915)
- 1945 - Franz Thorbecke, geografo tedesco (n. 1875)
- 1946 - Egon Brecher, attore ceco (n. 1880)
- 1946 - Inayatullāh Khan, sovrano afghano (n. 1888)
- 1946 - Thomas Maischberger, alpinista austriaco (n. 1857)
- 1946 - Alfred Stock, chimico tedesco (n. 1876)
- 1946 - Sergej Jur'evič Sudejkin, scenografo e pittore russo (n. 1882)
- 1948 - Arso Jovanović, partigiano e generale jugoslavo (n. 1907)
- 1949 - Al Shean, attore tedesco (n. 1868)
- 1950 - Vincenzo Bonaventura Medori, vescovo cattolico italiano (n. 1895)
- 1951 - William Garcia, maratoneta statunitense (n. 1877)
- 1951 - Christianus Cornelius Uhlenbeck, glottologo olandese (n. 1866)
- 1952 - David Hofstein, poeta russo (n. 1889)
- 1952 - Lev Moiseevič Kvitko, poeta sovietico (n. 1890)
- 1952 - Mlle. Dazie, cantante, attrice e ballerina statunitense (n. 1884)
- 1954 - Albert Breton, vescovo cattolico francese (n. 1882)
- 1954 - Rosa Genoni, stilista italiana (n. 1867)
- 1954 - Jürgen von Kamptz, generale e poliziotto tedesco (n. 1891)
- 1955 - Lynne Carver, attrice statunitense (n. 1916)
- 1955 - Thomas Mann, scrittore e saggista tedesco (n. 1875)
- 1955 - James Batcheller Sumner, chimico statunitense (n. 1887)
- 1955 - Provino Valle, architetto italiano (n. 1887)
- 1956 - Attilio Cerruti, biologo italiano (n. 1878)
- 1956 - Gianpiero Combi, calciatore, dirigente sportivo e imprenditore italiano (n. 1902)
- 1956 - Beniamino De Ritis, giornalista e scrittore italiano (n. 1888)
- 1957 - Maurice Gaudefroy-Demombynes, orientalista, arabista e islamista francese (n. 1862)
- 1957 - Tim Whelan, regista, sceneggiatore e produttore cinematografico statunitense (n. 1893)
- 1957 - Chalky Wright, pugile messicano (n. 1912)
- 1958 - André Bauchant, pittore francese (n. 1873)
- 1958 - Emilio De Martino, giornalista, scrittore e commediografo italiano (n. 1895)
- 1958 - Francesco Malagni, dirigente sportivo e calciatore italiano (n. 1902)
- 1958 - Ugo Malvano, pittore italiano (n. 1878)
- 1959 - Giulio Gabrielli, alpinista italiano (n. 1932)
- 1959 - Antonio Moscatelli, generale e aviatore italiano (n. 1905)
- 1959 - Max Nonne, medico tedesco (n. 1861)
- 1960 - James McPherson, allenatore di calcio scozzese (n. 1891)
- 1961 - Salah Ben Youssef, politico tunisino (n. 1907)
- 1961 - Francesco Briganti, bibliotecario e storico italiano (n. 1873)
- 1961 - Francesca Costa, ginnasta italiana (n. 1936)
- 1962 - Mabel Parton, tennista britannica (n. 1881)
- 1963 - Nélson Monteiro de Souza, cestista brasiliano (n. 1904)
- 1964 - Isidro Fabela, avvocato, scrittore e giornalista messicano (n. 1882)
- 1964 - Ian Fleming, scrittore, giornalista e militare britannico (n. 1908)
- 1964 - Dmitrij Dmitrievič Maksutov, ingegnere sovietico (n. 1896)
- 1965 - Nice Contieri, slavista italiana (n. 1912)
- 1966 - Benedetto Carratelli, avvocato e politico italiano (n. 1891)
- 1966 - Thomas Johnson, pistard britannico (n. 1886)
- 1966 - Mike McTigue, pugile statunitense (n. 1892)
- 1966 - Pasquale Torre, calciatore italiano (n. 1917)
- 1967 - Salvatore Ballo Guercio, vescovo cattolico italiano (n. 1880)
- 1967 - Esther Forbes, storica e scrittrice statunitense (n. 1891)
- 1967 - Antonio Pesenti, politico e imprenditore italiano (n. 1880)
- 1968 - Giacomo Dal Monte Casoni, politico italiano (n. 1891)
- 1969 - Alberto Della Beffa, bobbista italiano (n. 1914)
- 1969 - Josef Glaser, calciatore tedesco (n. 1887)
- 1969 - Vilho Väisälä, meteorologo, fisico e esperantista finlandese (n. 1889)
- 1970 - Teymur Bakhtiar, generale e agente segreto iraniano (n. 1914)
- 1970 - Glenn Hartranft, pesista e discobolo statunitense (n. 1901)
- 1970 - Arne Nyberg, calciatore svedese (n. 1913)
- 1970 - Luigi Picchi, organista e compositore italiano (n. 1899)
- 1971 - Massinet Sorcinelli, cestista brasiliano (n. 1922)
- 1971 - Maria Paola Muzzeddu, religiosa italiana (n. 1913)
- 1973 - Goffredo Alterisio, politico italiano (n. 1891)
- 1973 - Walter Rudolf Hess, medico e fisiologo svizzero (n. 1881)
- 1973 - Adriano Romualdi, storico, saggista e politico italiano (n. 1940)
- 1974 - Adrien-Joseph Larribeau, vescovo cattolico e missionario francese (n. 1883)
- 1974 - Harry Larsen, canottiere danese (n. 1915)
- 1974 - Giuseppe Paolo Vitrotti, direttore della fotografia italiano (n. 1890)
- 1975 - Werner Rittberger, pattinatore artistico su ghiaccio e allenatore di pattinaggio su ghiaccio tedesco (n. 1891)
- 1976 - Generoso Dattilo, arbitro di calcio italiano (n. 1902)
- 1976 - Einar Perman, medico e collezionista d'arte svedese (n. 1893)
- 1977 - Bobodžan Gafurov, politico e storico sovietico (n. 1909)
- 1977 - René Tirard, velocista francese (n. 1899)
- 1978 - John Williams, pilota motociclistico britannico (n. 1946)
- 1979 - Gilbert Cesbron, scrittore e filosofo francese (n. 1913)
- 1979 - Ernst Boris Chain, farmacologo e biochimico tedesco (n. 1906)
- 1979 - Alberto Mario Pucci, ingegnere, architetto e urbanista italiano (n. 1902)
- 1980 - Siegfried Borries, violinista e docente tedesco (n. 1912)
- 1980 - Nino Dal Fabbro, attore, doppiatore e regista italiano (n. 1923)
- 1980 - Billy Hartill, calciatore inglese (n. 1905)
- 1980 - Patrick Pons, pilota motociclistico francese (n. 1952)
- 1981 - Shirley Grey, attrice statunitense (n. 1902)
- 1981 - Angelo Moratti, imprenditore e dirigente sportivo italiano (n. 1909)
- 1982 - Giovanni Chiesa, politico italiano (n. 1927)
- 1982 - Oliviero De Fabritiis, direttore d'orchestra italiano (n. 1902)
- 1982 - Henry Fonda, attore statunitense (n. 1905)
- 1982 - Tomás Romero Pereira, politico e militare paraguaiano (n. 1886)
- 1982 - Salvador Sánchez, pugile messicano (n. 1959)
- 1983 - Artemio Franchi, dirigente sportivo italiano (n. 1922)
- 1983 - Wavell Wakefield, rugbista a 15, dirigente sportivo e politico britannico (n. 1898)
- 1984 - Vittorio Barone Adesi, politico italiano (n. 1915)
- 1984 - Lenny Breau, chitarrista statunitense (n. 1941)
- 1984 - Fulvio Muzi, pittore italiano (n. 1915)
- 1985 - Aldo Crudo, scrittore e sceneggiatore italiano (n. 1915)
- 1985 - Folke Fridell, scrittore svedese (n. 1904)
- 1985 - Antonio Innocenti, calciatore italiano (n. 1922)
- 1985 - Pasquale Prunas, giornalista, grafico e regista italiano (n. 1924)
- 1985 - Kyū Sakamoto, cantante, compositore e attore giapponese (n. 1941)
- 1985 - Manfred Winkelhock, pilota automobilistico tedesco (n. 1951)
- 1986 - Giuseppe Gramegna, avvocato, politico e antifascista italiano (n. 1898)
- 1986 - Paola Mori, attrice italiana (n. 1928)
- 1986 - Louis Peglion, ciclista su strada francese (n. 1906)
- 1986 - Hans Pesser, allenatore di calcio e calciatore austriaco (n. 1911)
- 1986 - Felix Salzer, musicologo, teorico musicale e pedagogo austriaco (n. 1904)
- 1987 - Sally Long, attrice e ballerina statunitense (n. 1901)
- 1987 - Luciano Rossi Levi, calciatore italiano (n. 1921)
- 1988 - Jean-Michel Basquiat, writer e pittore statunitense (n. 1960)
- 1989 - Aimo Koivunen, militare finlandese (n. 1917)
- 1989 - Alfredo Muzi, partigiano e carabiniere italiano (n. 1902)
- 1989 - Samuel Okwaraji, calciatore nigeriano (n. 1964)
- 1989 - William Bradford Shockley, fisico statunitense (n. 1910)
- 1989 - Olga Villi, attrice italiana (n. 1922)
- 1990 - B. Kliban, fumettista statunitense (n. 1935)
- 1990 - Dorothy Mackaill, attrice e ballerina inglese (n. 1903)
- 1990 - Jimmy Stewart, cestista canadese (n. 1910)
- 1991 - Édson Campos Martins, calciatore brasiliano (n. 1930)
- 1991 - Chuck Chuckovits, cestista statunitense (n. 1912)
- 1991 - Lin Fengmian, pittore cinese (n. 1900)
- 1991 - Ernesto Schick, botanico e agronomo svizzero (n. 1925)
- 1992 - Giuseppe Balbo, politico italiano (n. 1899)
- 1992 - Paolo Caccia Dominioni, militare, partigiano e ingegnere italiano (n. 1896)
- 1992 - Heinrich Ewers, teologo e giurista tedesco (n. 1906)
- 1992 - Egidio Micheloni, calciatore italiano (n. 1913)
- 1994 - Jean Coste, presbitero e storico francese (n. 1926)
- 1994 - Barbara Grabowska, attrice polacca (n. 1954)
- 1994 - Dale Hamilton, cestista statunitense (n. 1919)
- 1994 - Anton Giulio Majano, regista e sceneggiatore italiano (n. 1912)
- 1994 - Steve Puidokas, cestista statunitense (n. 1955)
- 1994 - Heinz Schwarz, scultore e pittore svizzero (n. 1920)
- 1995 - Marty Paich, arrangiatore, compositore e direttore d'orchestra statunitense (n. 1925)
- 1995 - Bruno Pasquini, ciclista su strada italiano (n. 1914)
- 1995 - Achille Togliani, cantante e attore italiano (n. 1924)
- 1996 - Viktor Amazaspovič Ambarcumjan, astronomo e astrofisico armeno (n. 1908)
- 1996 - Mark Gruenwald, fumettista e curatore editoriale statunitense (n. 1953)
- 1996 - Rina Sara Virgillito, poetessa, saggista e traduttrice italiana (n. 1916)
- 1996 - Eugenio di Savoia-Genova, ammiraglio italiano (n. 1906)
- 1997 - Luther Allison, chitarrista statunitense (n. 1939)
- 1997 - Ambrogio Bessi, cestista italiano (n. 1915)
- 1997 - Raymond Bloch, latinista, etruscologo e storico francese (n. 1914)
- 1997 - Jack Delano, fotografo statunitense (n. 1914)
- 1997 - Gulshan Kumar, produttore cinematografico e produttore discografico indiano (n. 1956)
- 1997 - Mario Montuori, direttore della fotografia italiano (n. 1920)
- 1998 - Giuseppe Fina, regista italiano (n. 1924)
- 1998 - Alfredo Giovanardi, politico italiano (n. 1927)
- 1998 - Jesús Loroño, ciclista su strada spagnolo (n. 1926)
- 1998 - Guido Monina, politico italiano (n. 1929)
- 1998 - Alessandro Perosa, filologo italiano (n. 1910)
- 1999 - Walter Armanini, politico italiano (n. 1937)
- 1999 - Pavel Oganezovič Arsenov, regista sovietico (n. 1936)
- 1999 - Giuseppe Beviacqua, mezzofondista italiano (n. 1914)
- 1999 - Ross Elliott, attore statunitense (n. 1917)
- 1999 - Gaetano Michetti, politico italiano (n. 1944)
- 2000 - Alberto Cabrera, cestista argentino (n. 1945)
- 2000 - Jean Carzou, pittore francese (n. 1907)
- 2000 - Max Grießer, attore e cantante tedesco (n. 1928)
- 2000 - Serge Lebovici, psichiatra e psicoanalista francese (n. 1915)
- 2000 - Emilio Mattucci, politico italiano (n. 1920)
- 2000 - Loretta Young, attrice statunitense (n. 1913)

## XXI secolo(134)
- 2001 - Pierre Klossowski, scrittore, traduttore e pittore francese (n. 1905)
- 2001 - Giuditto Miele, sindacalista e politico italiano (n. 1923)
- 2002 - Marco Biassoni, disegnatore e umorista italiano (n. 1930)
- 2002 - Ferruccio Fölkel, scrittore, poeta e curatore editoriale italiano (n. 1921)
- 2002 - Daun Kennedy, attrice e modella statunitense (n. 1922)
- 2002 - John Haddon Leith, teologo e pastore protestante statunitense (n. 1919)
- 2002 - Knud Lundberg, calciatore, cestista e pallamanista danese (n. 1920)
- 2002 - Étienne Trocmé, biblista e teologo francese (n. 1924)
- 2003 - Filippo Alotta, cantante italiano (n. 1941)
- 2003 - Walter J. Ong, religioso, antropologo e filosofo statunitense (n. 1912)
- 2003 - Rolland Étienne, cestista francese (n. 1912)
- 2004 - Godfrey Hounsfield, ingegnere britannico (n. 1919)
- 2004 - Aleksej Alekseevič Leont'ev, linguista, psicologo e pedagogista russo (n. 1936)
- 2004 - Sebastián Ontoria, calciatore spagnolo (n. 1920)
- 2005 - Francy Boland, pianista, compositore e arrangiatore belga
- 2005 - Michele Forneris, generale italiano (n. 1922)
- 2005 - Teruo Ishii, regista e sceneggiatore giapponese (n. 1924)
- 2005 - Gennaro Valeri, politico italiano (n. 1932)
- 2005 - Pier Luigi Zollo, attore e doppiatore italiano (n. 1943)
- 2006 - Giuliano Dell'Antonio, militare e partigiano italiano (n. 1912)
- 2006 - Antônio Batista Fragoso, vescovo cattolico e teologo brasiliano (n. 1920)
- 2006 - Victoria Gray Adams, attivista statunitense (n. 1926)
- 2006 - Renzo Magnanini, pittore e scultore italiano (n. 1920)
- 2006 - Magdalo Mussio, artista e grafico italiano (n. 1925)
- 2006 - Marianne Picard, storica francese (n. 1929)
- 2006 - Georgi Rajkov, lottatore bulgaro (n. 1953)
- 2006 - Åke Stenqvist, lunghista e velocista svedese (n. 1914)
- 2007 - Ralph Alpher, cosmologo statunitense (n. 1921)
- 2007 - Merv Griffin, conduttore televisivo statunitense (n. 1925)
- 2007 - Mike Wieringo, fumettista statunitense (n. 1963)
- 2008 - Michael Baxandall, storico dell'arte britannico (n. 1933)
- 2008 - Sergio Ferrero, scrittore italiano (n. 1926)
- 2008 - Vilma Jamnická, attrice slovacca (n. 1906)
- 2008 - Manlio Muccini, dirigente sportivo e calciatore italiano (n. 1940)
- 2008 - John Ryan, calciatore scozzese (n. 1930)
- 2008 - Franco Sibilla, vescovo cattolico italiano (n. 1923)
- 2008 - Bettina Spier, attrice e doppiatrice tedesca (n. 1960)
- 2009 - Rashied Ali, batterista statunitense (n. 1933)
- 2009 - Ruth Ford, attrice statunitense (n. 1911)
- 2009 - Giovanni Oddo, triplista e allenatore di calcio italiano (n. 1913)
- 2009 - Les Paul, chitarrista e inventore statunitense (n. 1915)
- 2010 - Isaac Bonewits, saggista statunitense (n. 1949)
- 2010 - Rui Duarte De Carvalho, regista, scrittore e poeta angolano (n. 1941)
- 2010 - Salvatore Furia, meteorologo e poeta italiano (n. 1924)
- 2010 - Laurence Gardner, saggista britannico (n. 1943)
- 2010 - Richie Hayward, batterista statunitense (n. 1946)
- 2010 - Vincenzo La Valva, naturalista e botanico italiano (n. 1947)
- 2010 - Guido de Marco, politico maltese (n. 1931)
- 2010 - Artur Olech, pugile polacco (n. 1940)
- 2011 - Del Connell, fumettista statunitense (n. 1918)
- 2011 - Enrico Novellini, politico italiano (n. 1937)
- 2011 - Francisco Solano López, fumettista argentino (n. 1928)
- 2012 - Joe Kubert, fumettista e insegnante statunitense (n. 1926)
- 2012 - Edoardo Medaglia, generale e aviatore italiano (n. 1911)
- 2012 - Fabio Padoa-Schioppa, dirigente d'azienda italiano (n. 1911)
- 2012 - Ottavio Rizza, politico italiano (n. 1919)
- 2012 - Giorgio Salvadè, politico e medico svizzero (n. 1949)
- 2013 - Hans-Ekkehard Bob, aviatore tedesco (n. 1917)
- 2013 - Emilio Gabba, storico italiano (n. 1927)
- 2013 - Friso di Orange-Nassau, conte olandese (n. 1968)
- 2014 - Lauren Bacall, attrice statunitense (n. 1924)
- 2014 - Piero Alberto Capotosti, giurista italiano (n. 1942)
- 2014 - Rina Cavallari, mezzosoprano italiano (n. 1914)
- 2014 - Jean Favier, storico e archivista francese (n. 1932)
- 2014 - Frederick Gale Ruffner Jr., editore statunitense (n. 1926)
- 2014 - Guillermo Galíndez, cestista portoricano (n. 1926)
- 2014 - Pierino Gelmini, presbitero italiano (n. 1925)
- 2014 - Teunis Horstman, vescovo vetero-cattolico olandese (n. 1927)
- 2014 - Abel Laudonio, pugile argentino (n. 1938)
- 2014 - Gino Leurini, attore italiano (n. 1934)
- 2014 - Il'ja Samochin, giocatore di calcio a 5 russo (n. 1970)
- 2015 - Cesidio Casinelli, politico italiano (n. 1949)
- 2015 - Sergio Giovarruscio, tuffatore italiano (n. 1940)
- 2015 - Giancarlo Golzi, batterista, musicista e paroliere italiano (n. 1952)
- 2015 - Jaakko Hintikka, filosofo finlandese (n. 1929)
- 2015 - Chris Marustik, calciatore gallese (n. 1961)
- 2016 - Keith Blunt, allenatore di calcio inglese (n. 1939)
- 2016 - Francesco Bortolini, regista e giornalista italiano (n. 1943)
- 2016 - Hande Kader, attivista turca (n. 1993)
- 2016 - Ljubomir Popović, pittore serbo (n. 1934)
- 2016 - Mario Zanforlin, psicologo e etologo italiano (n. 1934)
- 2017 - Gian Antonio Cibotto, giornalista, critico teatrale e scrittore italiano (n. 1925)
- 2017 - Carlo Del Bravo, storico dell'arte italiano (n. 1935)
- 2017 - Zdravko Hebel, pallanuotista jugoslavo (n. 1943)
- 2017 - Tudor Postelnicu, militare e politico rumeno (n. 1931)
- 2017 - Aldo Secco, calciatore italiano (n. 1937)
- 2018 - Joy Gannon, tennista britannica (n. 1928)
- 2018 - Michael Scott Rohan, scrittore scozzese (n. 1951)
- 2019 - Ettore Falconieri, musicista e batterista italiano (n. 1934)
- 2019 - José Antonio García-Blázquez, scrittore spagnolo (n. 1936)
- 2019 - DJ Arafat, disc jockey ivoriano (n. 1986)
- 2019 - Jim Marsh, cestista statunitense (n. 1946)
- 2019 - Paule Marshall, scrittrice statunitense (n. 1929)
- 2019 - Giuseppe Torelli, politico italiano (n. 1940)
- 2020 - Francisco José Cox Huneeus, arcivescovo cattolico cileno (n. 1933)
- 2020 - Don Edmunds, pilota automobilistico statunitense (n. 1930)
- 2020 - Jacques Faivre, calciatore francese (n. 1932)
- 2020 - Gergely Kulcsár, giavellottista ungherese (n. 1934)
- 2020 - Edmondo Lorenzini, calciatore italiano (n. 1937)
- 2020 - Howard Mudd, giocatore di football americano e allenatore di football americano statunitense (n. 1942)
- 2021 - Kurt Biedenkopf, politico tedesco (n. 1930)
- 2021 - Attilio Colonnello, pittore e scenografo italiano (n. 1930)
- 2021 - Haydee Coloso, nuotatrice filippina (n. 1937)
- 2021 - Alfio Finocchiaro, magistrato italiano (n. 1935)
- 2021 - Emilio Flores Márquez, supercentenario portoricano (n. 1908)
- 2021 - Karl-Friedrich Haas, velocista tedesco (n. 1931)
- 2021 - Tarcisio Meira, attore brasiliano (n. 1935)
- 2021 - Nino Milazzo, giornalista italiano (n. 1930)
- 2021 - Dominic DeNucci, wrestler italiano (n. 1932)
- 2021 - Una Stubbs, attrice britannica (n. 1937)
- 2022 - Andrea Galasso, avvocato e politico italiano (n. 1932)
- 2022 - Claudio Garella, calciatore, allenatore di calcio e dirigente sportivo italiano (n. 1955)
- 2022 - Motiullah Khan, hockeista su prato pakistano (n. 1934)
- 2022 - Adèle Milloz, scialpinista francese (n. 1996)
- 2022 - Togo Palazzi, cestista e allenatore di pallacanestro statunitense (n. 1932)
- 2022 - Ricardo Perdomo, calciatore uruguaiano (n. 1960)
- 2022 - Paolo Peruzza, politico italiano (n. 1939)
- 2022 - Wolfgang Petersen, regista e sceneggiatore tedesco (n. 1941)
- 2022 - José Luis Pérez-Payá, calciatore spagnolo (n. 1928)
- 2022 - V″jačeslav Semenov, calciatore sovietico (n. 1947)
- 2023 - Atanas Golomeev, cestista, allenatore di pallacanestro e dirigente sportivo bulgaro (n. 1947)
- 2023 - Berit Lindholm, soprano svedese (n. 1934)
- 2023 - Alberto Ravaglioli, critico cinematografico e direttore artistico italiano (n. 1947)
- 2023 - Éva Túri, cestista ungherese (n. 1945)
- 2024 - Ramiro Blacut, calciatore e allenatore di calcio boliviano (n. 1944)
- 2024 - Marinella Bortoluzzi, altista italiana (n. 1939)
- 2024 - Marc Bourrier, calciatore e allenatore di calcio francese (n. 1934)
- 2024 - Maria Bianca Cita, geologa e paleontologa italiana (n. 1924)
- 2024 - Cédric Daury, calciatore, allenatore di calcio e dirigente sportivo francese (n. 1969)
- 2024 - Richard Lugner, imprenditore, politico e personaggio televisivo austriaco (n. 1932)
- 2024 - Peter Sturrock, astrofisico britannico (n. 1924)
- 2025 - Alfredo Diana, politico italiano (n. 1930)
- 2025 - Aino Pervik, scrittrice, traduttrice e critica letteraria estone (n. 1932)
- 2025 - George Reid, politico e giornalista britannico (n. 1939)